# Conotrachelus carinifer
Conotrachelus carinifer – gatunek chrząszcza z rodziny ryjkowcowatych.

## Zasięg występowania
Występuje we wsch. części USA od New Jersey i Missouri na płn. po Georgię i Teksas na płd.

## Budowa ciała
Osiąga 4,7 - 5,9 mm długości ciała.

## Biologia i ekologia
Larwy żywią się orzechami kasztanów, oraz żołędziami dęba barwierskiego i wodnego.